# Ángel Ocaña
Ángel Ocaña Pérez (* 7. Juni 1960 in Granada) ist ein ehemaliger spanischer Radrennfahrer und nationaler Meister im Radsport.

## Sportliche Laufbahn
Ocaña war im Straßenradsport aktiv. Als Amateur siegte er 1979 in der Trofeo Bahamontes (Vuelta a Toledo). Von 1982 bis 1990 war er Berufsfahrer. Er gewann Etappen in der Vuelta a Cantabria und in der Katalonien-Rundfahrt 1982, in der Vuelta a Castilla y León 1985, in der Vuelta Asturias und in der Vuelta a La Rioja 1986, in der Vuelta a España 1988, in der Portugal-Rundfahrt 1989. 1985 gewann er das Memorial Manuel Galera. Zweiter wurde er 1981 im Memorial Manuel Galera, 1982 in der Vuelta a Burgos und im Eintagesrennen Trofeo Masferrer 1983. Ocaña bestritt alle Grand Tours.
| Grand Tour            | 1982 | 1983 | 1984 | 1985 | 1986 | 1987 | 1988 | 1989 | 1990 |
| --------------------- | ---- | ---- | ---- | ---- | ---- | ---- | ---- | ---- | ---- |
| Vuelta a EspañaVuelta | –    | DNF  | DNF  | –    | –    | –    | 33   | 11   | DNF  |
| Giro d’ItaliaGiro     | DNF  | –    | –    | –    | –    | –    | DNF  | –    | –    |
| Tour de FranceTour    | –    | –    | 38   | –    | –    | –    | DNF  | –    | –    |